# Game Shakers – Jetzt geht’s App
Game Shakers – Jetzt geht’s App (Originaltitel: Game Shakers) ist eine US-amerikanische Jugend-Sitcom, die von zwei Mädchen handelt, die eine Spielefirma gründen. Die Serie wurde von Dan Schneider entwickelt, der schon an der Produktion von Sam & Cat, Victorious, iCarly, Zoey 101, Drake & Josh, The Amanda Show und Henry Danger beteiligt war.
Die erste Folge wurde am 12. September 2015 von dem US-amerikanischen Fernsehsender Nickelodeon als Spielfilm ausgestrahlt. Die erste Staffel umfasst 21 Folgen, eine zweite Staffel wurde im März 2016 angekündigt. In Deutschland wird Game Shakers seit dem 10. Januar 2016 auf Nickelodeon ausgestrahlt. Im März 2018 gab Nickelodeon bekannt, die Zusammenarbeit mit dem Produzenten Dan Schneider zu beenden und im Zuge dessen die Serie Game Shakers nach der dritten Staffel einzustellen.

## Handlung
Im Mittelpunkt der Serie stehen die beiden 12-jährigen Mädchen Babe und Kenzie, die für ein Schulprojekt das Handy-Spiel Sky Whale entwickeln, welches sich überraschenderweise millionenfach verkauft. Gemeinsam mit dem Rapper Double G, der die Rechte an der Hintergrundmusik besitzt, gründen sie das Entwicklungsstudio Game Shakers.

## Figuren
Mackenzie „Kenzie“ Bell (Madisyn Shipman) ist ein 12-jähriges Mädchen und Mitgründerin von Game Shakers. Sie ist anfangs eher zurückhaltend und lernt Babe erst näher kennen, als die beiden für ein Schulprojekt zusammenarbeiten. Später werden sie beste Freundinnen. Kenzie ist der Kopf hinter Game Shakers, sie übernimmt die Programmierung.
Kebabe „Babe“ Carano (Cree Cicchino) ist ein 12-jähriges Mädchen und Mitgründerin von Game Shakers. Sie ist die Forschere der beiden und liefert meist die Ideen für die Spiele.
Hudson Gimble (Thomas Kuc) ist ein Mitschüler von Babe und Kenzie. Babe stellt ihn bei Game Shakers ein, weil er süß ist und alles macht was sie sagt. In der Firma dient er oft als Testperson für gefährliche Experimente sowie für Motion Capture. Er wird als recht begriffsstutzig dargestellt, wodurch häufig Missverständnisse entstehen.
Grover George Griffin „Triple G“ (Benjamin Flores, Jr.) ist der Sohn von Double G. Nachdem er die Mädchen darum quasi anfleht, stellen sie ihn als Spieletester ein.
Gale J. Griffin „Double G“ (Kel Mitchell) ist ein berühmter und exzentrischer Rapper. Seine Tantiemenforderungen treiben Game Shakers beinahe in den Ruin, woraufhin er Teilhaber der Firma wird. Die Figur ist eine Art Mischung aus Diddy und Kanye West.

### Nebenfiguren
Bunny Beasly (Bubba Ganter) ist ein Assistent von Double G. Im Gegensatz zu seiner kräftigen Statur ist er im Inneren eher kindisch.
Ruthless (Sheldon Bailey) ist ein Assistent von Double G und zeitweise Nachhilfelehrer für Triple G. Er spricht immer übermäßig laut, worauf er von Trip auch manchmal aufmerksam gemacht wird.
Mr. Sammich (Regi Davis) ist ein Lehrer von Babe und Kenzie.
Mason Kendall (Tanner Buchanan) ist ein älterer Junge, in den Babe verliebt ist. Sie versucht vor ihm cool dazustehen.
Bobby Dong (Alexandre Chen) ist ein verrückter Mann. Double G ruft ihn oft an, wenn es Probleme gibt.
Teague (Todd Bosley) ist ein Kellner bei Fooders. Er ist ein guter Karikaturkünstler.

### Gaststars
- GloZell Green als sie selbst (in 1.01)
- Carla Delaney als Rhonda (in 1.03)
- Yvette Nicole Brown als Helen (in 1.05)
- Matt Bennett als er selbst (in 1.05)
- Jakob Hopkins als Landru (in 1.08)
- Jackie R. Jacobson als Pompay (in 1.08)
- Stuart Allan als Todd Shaftner (in 1.10)
- Isabella Blake-Thomas als Peggy (in 1.12)
- Jace Norman als Henry Hart (in 3.01 und 3.18)

## Produktion
Im Februar 2015 gab Nickelodeon im Rahmen seiner Programmpräsentation die Bestellung von 26 Folgen der Serie von Dan Schneider bekannt, damals noch unter dem Arbeitstitel Game Makers.
Im Juli 2015 wurde bekannt, dass Kel Mitchell eine der Hauptrollen der Serie übernehmen wird, der bereits bei All That, Kenan & Kel sowie anderen Projekten mit Schneider zusammengearbeitet hat.
Für die beiden Mädchen wurden Cree Cicchino und Madisyn Shipman als Darstellerinnen ausgesucht und der endgültige Name der Serie in Game Shakers geändert.

## Synchronisation
Die deutsche Synchronisation entsteht nach einem Dialogbuch von Tammo Kaulbarsch (Folgen 1 & 2) sowie Ulrich Georg (ab Folge 3) und unter der Dialogregie von Tammo Kaulbarsch durch die Synchronfirma Hamburger Synchron.
| Rolle          | Schauspieler         | Synchronsprecher      |
| -------------- | -------------------- | --------------------- |
| Kenzie Bell    | Madisyn Shipman      | Liza Ohm              |
| Babe Carano    | Cree Cicchino        | Chloë Lee Constantin  |
| Hudson         | Thomas Kuc           | Benedikt Geiger       |
| Triple G       | Benjamin Flores, Jr. | Daniel Kirchberger    |
| Double G       | Kel Mitchell         | Jan-David Rönfeldt    |
| Ruthless       | Sheldon Bailey       | Daniel Welbat         |
| Bunny          | Bubba Ganter         | Oliver Böttcher       |
| Mr. Sammich    | Regi Davis           |                       |
| Bobby Dong     | Alexandre Chen       | Robert Missler        |
| Mason Kendall  | Tanner Buchanan      |                       |
| Teague         | Todd Bosley          | Tetje Mierendorf      |
| MeGo           | Kamali Minter        | Tammo Kaulbarsch      |
| Snoop Dogg     | Snoop Dogg           | Asad Schwarz          |
| Blake          | Matt Cornett         | Sam Bauer             |
| Helen          | Yvette Nicole Brown  | Sandra Schwittau      |
| Matt Bennett   | Matt Bennett         | Konrad Bösherz        |
| Diana DeVane   | Indira G. Wilson     | Katja Brügger         |
| Big Vicious    | Harley Morenstein    | Walter Wigand         |
| Jackie Griffin | Amanda Payton        | Kristina von Weltzien |
| Betty Dong     | Tora Kim             | Marion von Stengel    |
| Kayla Bunger   | Brittany Gandy       | Nina Witt             |
| Jordan         | Courtney Richards    | Tobias Schmidt        |
| Roz            | Dre Swain            | Katharina von Keller  |